# モノンガリア郡 (ウェストバージニア州)
モノンガリア郡（英: Monongalia County）は、アメリカ合衆国ウェストバージニア州の北部に位置する郡である。人口は10万5822人（2020年）。郡庁所在地はモーガンタウンであり、同郡で人口最大の都市である。モノンガリア郡は1776年に設立された。モーガンタウン都市圏に属している。

## 歴史
モノンガリア郡の名前はモノンガヒラ川から採られた。「モノンガリア」はモノンガヒラの綴りを誤った可能性がある。あるいはラテン語で土地や国を示す接尾語 "-ia" を付けて綴りを変えられたという説もある。
モノンガリア郡は1776年に、バージニア州のウェストオーガスタ地区がオハイオ郡、ヨホガニア郡、モノンガリア郡の3つに分けられたときに成立した。3郡とも、川の名前が付けられた。オハイオ郡にはウェストオーガスタ地区西部のオハイオ川までが含まれ、現在のペンシルベニア州の南西部も入っていた。ヨホガニア郡には現在のペンシルベニア州南西部とウェストバージニア州ハンコック郡およびブルック郡北部が入っていた。モノンガリア郡には、現在のウェストバージニア州北中部にあるタッカー郡、ランドルフ郡、ハリソン郡、バーバー郡が入り、さらにペンシルベニア州のワシントン郡、グリーン郡、ファイエット郡も入っていた。1780年、トーマス・ジェファーソンはその著書『バージニア覚書』の中で、この広大なモノンガリア郡に民兵が1,000人居ると記していた。

## 地理
アメリカ合衆国国勢調査局に拠れば、郡域全面積は366平方マイル (948 km2)であり、このうち陸地361平方マイル (935 km2)、水域は5平方マイル (12 km2)で水域率は1.29%である。

### 主要高規格道路
- 州間高速道路68号線
- 州間高速道路79号線
- アメリカ国道19号線
- アメリカ国道119号線
- ウェストバージニア州道7号線
- ウェストバージニア州道43号線、モン・ファイエット・イクスプレスウェイ
- ウェストバージニア州道100号線
- ウェストバージニア州道218号線
- ウェストバージニア州道705号線

### 河川と湖
- モノンガヒラ川
- チート川
- デッカーズ・クリーク
- カム・ハーカー・スプリング
- チート湖
- ダンカード・クリーク
- アーロンズ・クリーク

### 隣接する郡
- グリーン郡 (ペンシルベニア州) - 北
- ファイエット郡 (ペンシルベニア州) - 北東
- プレストン郡 - 東
- テイラー郡 - 南東
- マリオン郡 - 南
- ウェッツェル郡 - 西

## 人口動態
以下は2000年国勢調査による人口統計データである。
| 基礎データ - 人口: 81,866人 - 世帯数: 33,446 世帯 - 家族数: 18,495 家族 - 人口密度: 88人/km2（227人/mi2） - 住居数: 36,695軒 - 住居密度: 39軒/km2（102軒/mi2） 人種別人口構成 - 白人: 92.22% - アフリカン・アメリカン: 3.38% - ネイティブ・アメリカン: 0.20% - アジア人: 2.45% - 太平洋諸島系: 0.04% - その他の人種: 0.32% - 混血: 1.39% - ヒスパニック・ラテン系: 1.01% 年齢別人口構成 - 18歳未満: 18.2% - 18-24歳: 23.4% - 25-44歳: 27.7% - 45-64歳: 20.0% - 65歳以上: 10.7% - 年齢の中央値: 30歳 - 性比（女性100人あたり男性の人口） - 総人口: 101.8 - 18歳以上: 101.2 | 世帯と家族（対世帯数） - 18歳未満の子供がいる: 24.2% - 結婚・同居している夫婦: 43.8% - 未婚・離婚・死別女性が世帯主: 8.3% - 非家族世帯: 44.7% - 単身世帯: 31.3% - 65歳以上の老人1人暮らし: 8.4% - 平均構成人数 - 世帯: 2.28人 - 家族: 2.91人 収入と家計 - 収入の中央値 - 世帯: 28,625米ドル - 家族: 43,628米ドル - 性別 - 男性: 33,113米ドル - 女性: 23,828米ドル - 人口1人あたり収入: 17,106米ドル - 貧困線以下 - 対人口: 22.8% - 対家族数: 11.3% - 18歳未満: 17.9% - 65歳以上: 8.0% |

## 都市と町

### 都市
- モーガンタウン - 郡庁所在地
- ウェストーバー

### 町
- ブラックスビル
- グランビル
- スターシティ

### 国勢調査指定地域
- ブルックヘイブン
- カスビル
- チートレイク

### 未編入の町
次のリストは郡内の未編入町であるが、これで全てではない。
| - アーネッツビル - ベイカーリッジ - ベーラー - バーサヒル - ブース - ボウルビー - ブルワーヒル - ブラウンズチャペル - ビューラ - キャニオン - チートネック - チェスナットリッジ - クリントンファーニス - コア - クロスローズ - クラウン - デイブルック - デルスロー - デルマー | - イーストン - エドナ - エバレットビル - フィールドクレスト - フラッギーメドウ - フォートグランド - フォートマーティン - ジョージタウン - グリア - グレイストーン - ガムスプリングス - ヘイガンズ - ハレック - ハーモニーグローブ - ヒルダーブランド - ホード - ホッグアイ - ホルマン - ハンティングヒルズ | - ジェイコ - ジェイクスラン - ジア - キンバリー - クロンダイク - ローレルポイント - リトルフォールズ - ローズビル - マックデール - メイズビル - メイプル - マッカーディビル - マクメリン - ミラクルラン - ムーアズビル - モーガンハイツ - ナショナル - ニューヒル | - オペキスカ - オセージ - オズグッド - ペドラー - ペントレス - ピアポント - パイオニアロックス - プライス - プライスヒル - パースグローブ - ラグタウン - ランドール - リチャード - リッジデール - リングゴールド - ロックフォージ - ローズデール - サブレイトン | - セントクラウド - セントレオ - サンディ - スミスタウン - スチュワーツタウン - サンクレストレイク - サンセットビーチ - スタージッソン - ザ・ミルグラウンド - トリユヌ - タイロン - アッフィントン - バンボーヒス - ウェイズタウン - ウェイナ - ウェストサブラトン - ウェストバンボーヒス - ウォーリー |

## 教育
郡内の公立学校はモノンガリア郡教育学区が運営している。郡内モーガンタウンには、州最大の大学であるウェストバージニア大学がある。